# Єреванський винний завод
Єреванський винний завод, також відомий як Ной — завод, заснований 1877 року та належить компанії Ґаґіка Царукяна «Мульті Груп Концерн». Завод розташований на лівому березі річки Раздан в серці Єревана, займаючи площу історичної великої Єреванської фортеці.

## Історія
Нерсес Таїрян був видатним купцем та меценатом. У 1877 році він почав промислове виробництво вина, у 1887 — коньяку на території колишньої Єреванської фортеці. Ованес Айвазовський, який був родичем Таїряна, допоміг йому збудувати завод.
У 1898 році Нерсес Таїрян здав в оренду завод Миколі Шустову, який придбав його в наступному році за 50.000 рублів. Заснувавши свій власний бізнес в Москві у 1863 році, Шустов став одним з перших виробників коньяку в Росії. Вже в 1870-х «Шустов та сини» компанії вдалося взяти до своїх рук 80 % коньячно-винно-горілчано-лікерної продукції в Російській Імперії. У 1901 році Микола Шустов анонімно надіслав зразки коньяку на виставку до Франції. Судді, поважні французькі дегустатори, одностайно надали Гран-Прі невідомому виробнику коньяку, але потім, коли вони дізналися, що це не був французький коньяк, а коньяк був надісланий з Вірменії вони були настільки вражені, що зробили виняток та надали привілей використання слова «коньяк» на його лейблах, замість «бренді», як це мало б бути. Таким чином, Шустов став першим та єдиним іноземним виновиробником за усю історію виробництва бренді, який був нагороджений цим привілеєм. У 1899 році Шустов запросив Кирила Сільченко, який щойно закінчив Нікітінську школу виноробства для роботи на заводі. Він працював на заводі і самовіддано присвятив все своє життя розвитку виробництва вина і коньяку. Саме тому вірмени називали його «великим українським сином вірменського народу».
Період, коли Маргар Седракян працював на заводі, був названий «Зірковим часом». У цей час на основі його технологій були створені найвідоміші вірменські коньяки. 1945 року на конференції в Ялті, Сталін запропонував Вінстону Черчиллю склянку вірменського коньяку. З того часу Черчилль щомісяця отримував коробку коньяку з СРСР. Згодом Черчилль зазначив, що смак коньяку трохи змінився — він став гіршим. Сталіна, дізнавшись, що Маргар Седракян — автор цієї суміші, був засланий, наказав його звільнити, щоб відновити на посаді головного технолога заводу і поставити вимогу покращити коньяк. Згодом Маргар Седракян отримав медаль Героя соцпраці.
2002 року фабрика увійшла до концерну «Мульті Груп». Близько 50 млн $ було інвестовано у відновлення споруд, придбання нової лінії розливу і дубових бочок. Ряд рецептів і технологій були відновлені по крупицях. За допомогою старих паперів, музейних експонатів, сімейних архівів, фахівців і технологів заводу зібрано і класифіковано весь безцінний досвід, накопичений протягом усього періоду функціонування заводу, і, отже, втрачене і забуте славне ім'я вірменського коньяку було відновлено.
Завод виготовляє кілька типів відомих вірменських коньяків, включно з «Ноєм» і «Араспелом». «Ной» є у всьому світі добре відомим бренді особливо в СНД, Європі та Австралії з її 25-річним «Бренді Ной Тіракал».